# Семёхново
Семёхново — деревня в Островском районе Псковской области. Входит в состав Воронцовской волости.
Расположена в 37 км к юго-востоку от города Остров и в 8 км к востоку от волостного центра, села Воронцово.
Численность населения деревни по состоянию на 2000 год составляет 4 жителя.